# École de Savignac
L'École de Savignac est une école consulaire d'enseignement supérieur, située à Savignac-les-Églises, dans le département de la Dordogne.
Créée et gérée par la chambre de commerce et d'industrie de la Dordogne depuis l'ouverture de ses portes en 1988, l'établissement a été construit sur le site de l'Hôtel du Parc, célèbre pour son restaurant doublement étoilé dans le Guide Michelin. Connue pour la particularité de son modèle pédagogique, l'École de Savignac forme les cadres du secteur de l'hôtellerie, de la restauration, du tourisme et de l'événementiel. En 2020, le bachelor et le MBA dispensés à Savignac sont classés dans le top 5 des meilleures formations hôtelières en France.

## Histoire

### Avant l'école: l'Hôtel du Parc
L'école est créée sur le site de l'ancien Hôtel du Parc construit entre 1800 et 1835. Le bâtiment est, à l'époque, une grande maison bourgeoise en pierre et moellons, élevée sur cave, à l'angle de la ruelle qui mène à la chapelle Saint-Christophe. Le rez-de-chaussée comprend une cuisine, une salle à manger, un salon, un débarras, un four et un fournil. Le premier étage est composé de cinq pièces et d'un vaste grenier. Une petite construction servant d'étable est attenante à l'hôtel. Le premier acte notarié fait également état des terres, des jardins, des vignes environnantes et de la parcelle de bois intégrés à la propriété.
En 1836, M. Jarjavay, maire de Savignac-les-Églises, est le premier propriétaire du bien. Son fils Jean-François en hérite par la suite. Le 10 août 1878, sa fille, Henriette Lacombe née Jarjavay, vend la propriété à Jean Alphonse Chaminade, un négociant de la commune, qui utilise le bâtiment pour en faire un relais de poste florissant. Son fils Jean-Baptiste reprend son entreprise mais doit faire face à une forte concurrence, avec notamment l'arrivée du tramway départemental Périgueux–Excideuil mis en service le 29 décembre 1887. L'affaire fait faillite et les biens sont revendus au tribunal le 25 juin 1902. De nombreux propriétaires se succèdent ensuite (Jean Feyfant, Pierre Labadie, Pierre Géraud, époux Miquel, Gabrielle Thuile, Léonard Daniel Barlet). Ce dernier laisse comme trace de son passage la balustrade et les figures mythologiques (visages de Vénus et de Bacchus) qui ornent la façade principale, semblable à celle du château des Bories. Le 16 décembre 1926, il revend la propriété à Félix Delpeyrat, un industriel sarladais, qui l'agrandit avec deux parcelles accolées.
Le 22 octobre 1943, Jean Élie Saumande et son épouse Marie Madeleine Georgette Aublant reprennent le domaine et le louent à Georges Goujon. Ce négociant obtient les autorisations nécessaires pour ouvrir un café-restaurant, qui connaît rapidement un vif succès. Un bal y est donné tous les samedis soir. Face à une clientèle élargie et à une renommée grandissante, une partie hôtel avec 12 chambres est ouverte. Jean Vessat prend en charge les cuisines et se forme en parallèle auprès des plus grands chefs français de l'époque. Le 7 octobre 1960, Jean Vessat fait l'acquisition du bien et procède à l'agrandissement et à la mise en valeur du parc, et fait construire un nouveau bâtiment. L'hôtel est rapidement catégorisé 4 étoiles. Le restaurant gagne une puis deux étoiles au Guide Michelin, ainsi que trois toques dans le Gault et Millau. Ses spécialités sont la petite salade tiède aux langoustines et la charlotte au chocolat amer sauce pistache. Plusieurs personnalités séjournent à l'Hôtel du Parc, notamment la reine mère du Royaume-Uni, les écrivains André Maurois et Charles Exbrayat, et de nombreux acteurs de cinéma.

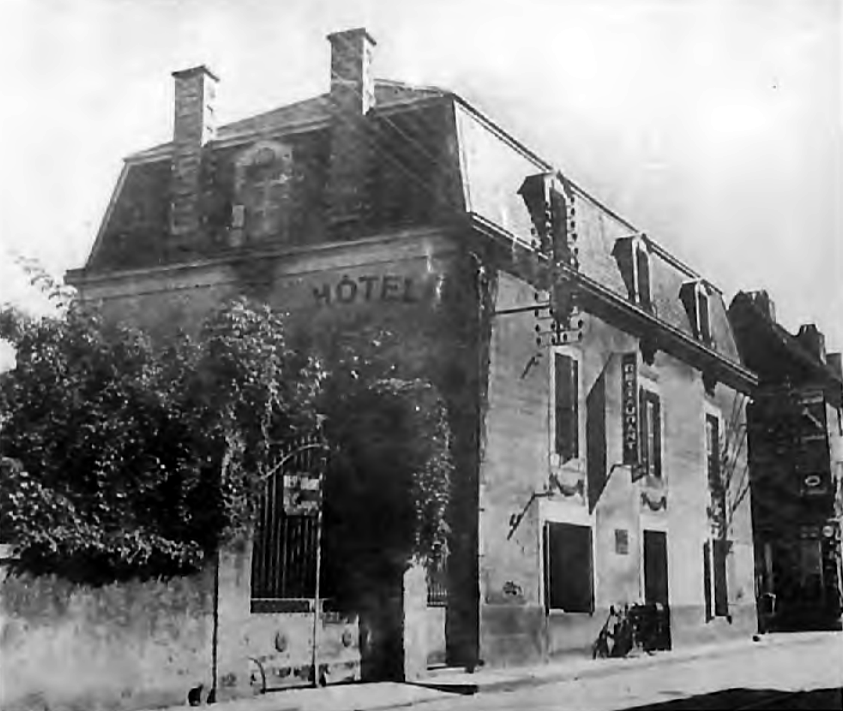
L'Hôtel du Parc en 1946.
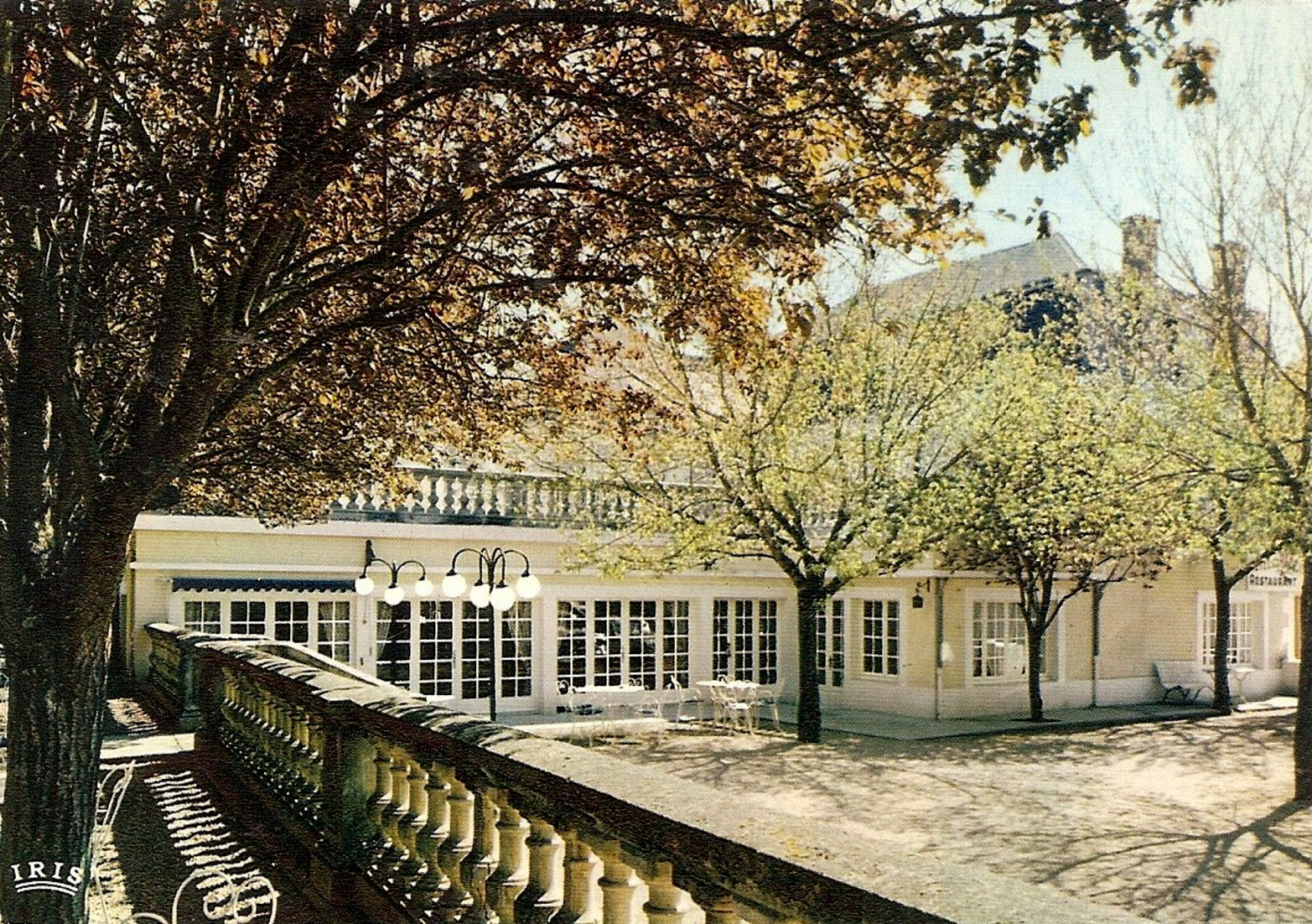
La cour intérieure de l'hôtel.
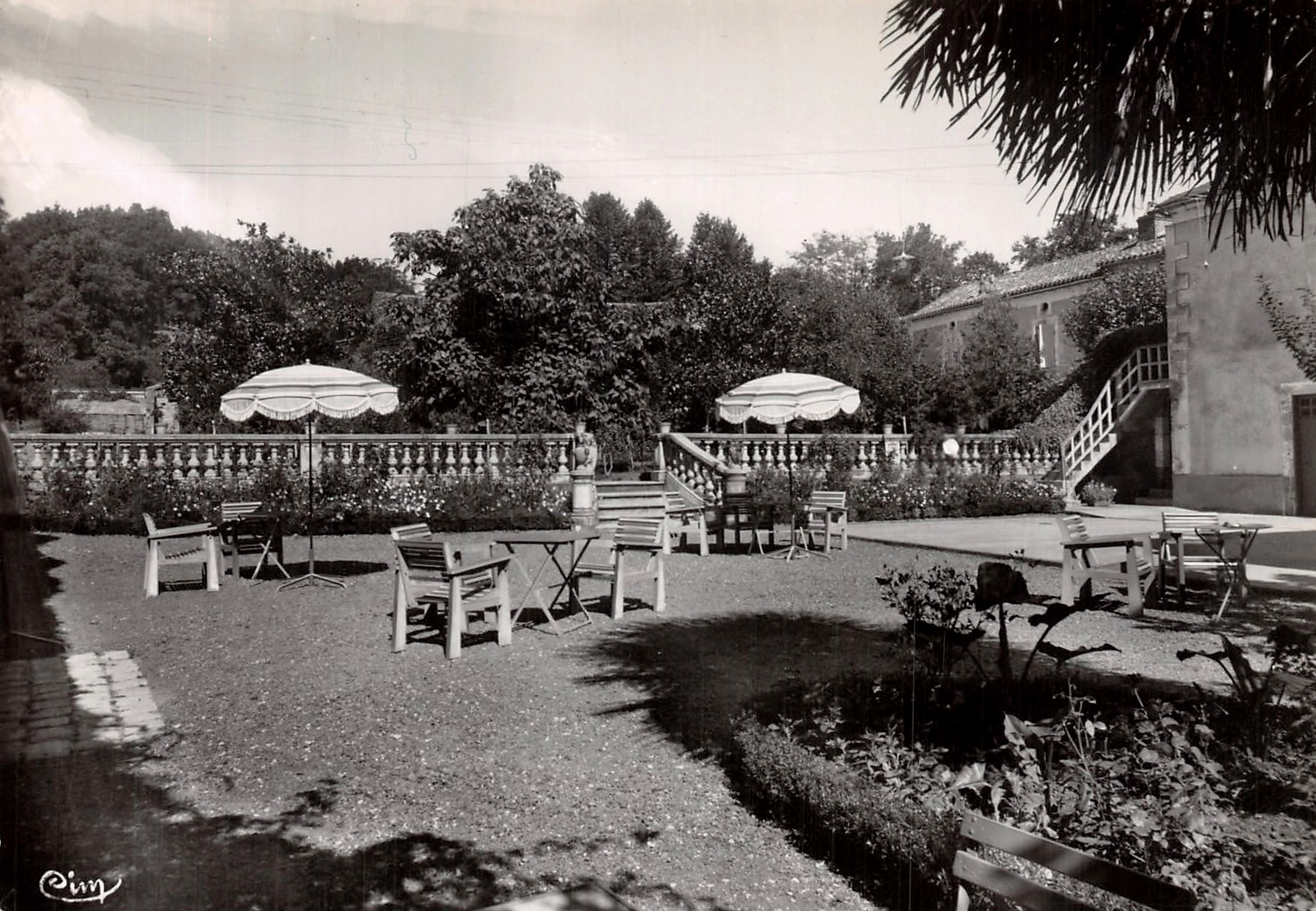
La terrasse du restaurant.

### Création et ouverture de l'établissement
En janvier 1980, Jean-Jacques Ratier rédige un premier rapport au sein de la chambre de commerce et d'industrie de la Dordogne (CCI), qui prévoit la création d'une école supérieure en Dordogne, spécialisée dans les métiers de l'hôtellerie et de la restauration. Le 3 novembre 1986, Philippe François et Marc Brachet, alors président de la CCI, officialisent la création de l'établissement en milieu rural,. Jean Vessat et son épouse abandonnent l'exploitation de l'Hôtel du Parc et de son restaurant cette même année, puis revendent le domaine à la chambre de commerce et d'industrie de la Dordogne le 10 avril 1987,. Deux mois plus tard, le 25 juin 1987, la CCI crée une société à responsabilité limitée (SARL) pour poursuivre l'exploitation du Parc et en faire un hôtel et un restaurant d'application dans le cadre de la formation, avec toujours Jean Vessat comme chef de cuisine.
De septembre 1987 à octobre 1988, l'établissement est en pleine construction et le programme MBA est mis sur pied par la première directrice pédagogique, Marie-José Magnac,,. Supervisée par l'architecte Marc Robert, l'installation de l'école coûte 4,6 millions d'euros. D'après la Société historique et archéologique du Périgord, l'architecture du site est moderne mais s'intègre aux bâtiments historiques existants.
L'école ouvre ses portes le 2 novembre 1988 à Savignac-les-Églises et devient le cinquième établissement en France à proposer une formation supérieure (Bac+3 et plus) en hôtellerie-restauration. La première promotion de l'école compte 21 étudiants. Le 12 avril 1990, l'établissement est inauguré officiellement par Olivier Stirn, alors ministre délégué au Tourisme.

### Développement à partir des années 1990
En décembre 1996, le titre de MBA est officiellement reconnu par l'État au niveau II (Bac+4),. Le 25 mars 1998, l'école signe un partenariat avec Accor pour faciliter la présence d'élèves diplômés au sein du groupe.
En 2004, le titre de MBA est reconnu au niveau I (Bac+5), en contrepartie de la création du module de recherche appliquée, l'obligation du stage de management sur une période de cinq mois et l'exigence de prérequis en milieu professionnel et en anglais à l'entrée.
Cette même année, l'école commence à tisser des partenariats avec d'autres grandes écoles de management dans le monde. À la rentrée 2005, elle ouvre une formation bilingue en cuisine et en alternance avec Stratford-upon-Avon High School et l'université de Thames Valley : le Foundation Degree International Culinary Arts (Bac+2),. En 2009, l'établissement ouvre une nouvelle formation : l'European Bachelor in Hospitality Management qui propose aux étudiants de compléter leurs études en France avec des échanges universitaires en Allemagne, en Espagne (Zaragoza Hotel Management School) et au Royaume-Uni (université de Brighton),.
En janvier 2011, l'association des anciens élèves, le Club Savignac, est créée. Les missions de l'association sont de mettre en relation les étudiants et les professionnels, et d'organiser des rencontres et des débats.
L'École de Savignac commande la construction d'un bâtiment pédagogique supplémentaire en 2012.
L'établissement rejoint le programme Erasmus et lance un de ses bachelors à Dakar en 2015, puis un second à Grand-Bassam en 2018.

Plan du campus de l'École de Savignac après les rénovations de 2018.

En 2018, la CCI fait rénover une ancienne école primaire adjacente pour agrandir le campus de l'école et apporter des équipements supplémentaires (salle de sport, salle de musculation, salles de conférence, hall d'accueil).
En 2019, l'établissement compte 21 partenariats avec des universités situées en Europe, en Afrique et en Asie,.
Après la rentrée en septembre 2020, entre 30 et 40 cas positifs au Covid-19 sont détectés parmi la population étudiante, alors que la France est en pleine situation de crise sanitaire. L'école prend alors la décision de fermer ses portes pendant plusieurs semaines et les cours sont assurés en distanciel,.

## Administration
L'École de Savignac est une école consulaire, rattachée au pôle opérationnel et projets de la chambre de commerce et d'industrie de la Dordogne (CCI). Elle est considérée comme une école spécialisée dotée du statut de « service géré » par la CCI et non de celui d'établissement d'enseignement supérieur consulaire (EESC). L'École de Savignac fait partie des neuf établissements spécialisés dans l'hôtellerie, la gastronomie et les vins et qui sont rattachés aux CCI en France.
Philippe François devient le premier directeur de l'école du 14 septembre 1987 à l'année 1994. Joël Leplus-Habeneck, Philippe Béthune, Georges Gravé, Jean-Jacques Ratier et Roger Haigh lui succèdent par la suite. Entre juillet 2014 et janvier 2022, le directeur de l'école est Richard Ginioux,. Cyril Lanrezac assure la direction de l'établissement depuis avril 2022.
En 2022, l'équipe pédagogique et administrative de l'école est composée de 23 salariés permanents et de 120 enseignants et intervenants professionnels. Plusieurs personnalités ont déjà enseigné ou animé des conférences diverses à l'école : le maître-fromager Pierre Androuët, le professeur Christian Cabrol, l'œnologue Kinette Gautier et la ministre Simone Veil.
L'établissement est affilié à plusieurs organisations liées à l'enseignement dans le secteur de l'hôtellerie-restauration et du tourisme : l'AMFORHT, l'EUHOFA International et l'EuroCHRIE.

## Formations

### Modèle pédagogique
Dès sa création en 1988, le modèle pédagogique de l'École de Savignac, axé sur le développement personnel, la culture de service, l'apprentissage sur le terrain et l'ouverture à l'international, est reconnu comme étant unique en France,,,,,,,. L'établissement utilise l'image culturelle de la France et son enseignement de l'hôtellerie « à la française » comme des atouts pour attirer des étudiants étrangers sur le campus,.
Qualifié « d'école-entreprise »,, l'établissement valorise sa proximité avec le monde de l'hôtellerie-restauration, en ayant comme formateurs des professeurs vacataires qui sont des professionnels du secteur ou, pour certains, des enseignants de métier. L'école forme les futurs cadres de l'hôtellerie-restauration sur de la gestion de projet et du management d'équipe, en les amenant à « se remettre en cause », à « être créatif » et à « innover »,,.
Comme en école de commerce,, les principaux modules enseignés sont le management stratégique, la gestion financière, le marketing et la gestion des ressources humaines,. En 2007, le bilinguisme est adopté comme base pédagogique, un tiers des cours étant, depuis lors, dispensés en anglais.

### Formations initiales

#### Bachelor (Bac+3)
En 2016, l'établissement propose un « Bachelor international en management de l'hôtellerie-restauration » (équivalent au niveau licence), accessible en post-bac, en deuxième ou troisième année (après un brevet de technicien supérieur). Le programme est construit comme suit :
- Année 1 : les étudiants suivent un tronc commun qui permet d'apprendre les fondamentaux du management ;
- Année 2 : les étudiants choisissent entre les trois possibilités suivantes :
  - Un semestre d'études à l'étranger dans une université partenaire ;
  - Un stage d'une durée plus longue ;
  - Le projet Get Involved, une mission humanitaire, citoyenne ou écologique.
- Année 3 : les étudiants se spécialisent dans l'une de ces quatre voies : 
  - Management de l'hôtellerie d’affaire et de luxe ;
  - Management de l'hôtellerie de loisirs et de luxe ;
  - Management de la restauration et de l’événementiel ;
  - Alternance en entreprise.

#### MBA (Bac+5)
L'établissement propose une maîtrise en administration des affaires : le « MBA en management de l'hôtellerie-restauration », accessible après une licence. Le programme est construit comme suit :
- Année 1 : les étudiants suivent des cours théoriques sur le campus ;
- Année 2 : ils partent en stage pendant six mois, puis reviennent à l'école pour réaliser une mission de conseil et un projet de création d'entreprise.

En 2014, le master est accrédité par l'Institute of Hospitality, association mondiale des professionnels de l'hôtellerie-restauration, et devient ainsi la première formation française à être reconnue par l'association.

### Formation continue
L'école propose une formation équivalente au MBA et au bachelor de validation des acquis (VAE). Au travers de partenariats et de séminaires à Savignac-les-Églises, l'établissement a formé les cadres de nombreux groupes du secteur de l'hôtellerie-restauration : le groupe international Blue Elephant (septembre 1999), McDonald's (avril 2002), Club Med (2003), Elior (octobre 2009), Louvre Hotels Group (novembre 2012), Compass Group (2018) et le groupe Barrière (septembre 2019).

## Vie étudiante
Les élèves assistent aux cours en complet ou en tailleur,.
L'organisation de la vie étudiante à Savignac est comparée à celle des universités américaines,. Une association des étudiants existe au sein de l'établissement pour organiser des activités et des sorties extrascolaires. En 2013, le Club Savignac rassemble environ 1 500 anciens étudiants répartis à travers le monde.
Les étudiants participent également à la semaine de service pendant laquelle ils organisent des événements et s'occupent de l'animation du campus.
| 1988 | 1989 | 1990 | 1991 | 1992 | 1993 | 1994 | 1995 | 1996 | 1997 |
| ---- | ---- | ---- | ---- | ---- | ---- | ---- | ---- | ---- | ---- |
| 21   | 26   | 26   | 35   | 36   | 32   | 25   | 30   | 38   | 40   |

| 1998 | 1999 | 2000 | 2001 | 2002 | 2003 | 2004 | 2005 | 2006 | 2007 |
| ---- | ---- | ---- | ---- | ---- | ---- | ---- | ---- | ---- | ---- |
| 44   | 43   | 42   | 43   | 44   | 46   | 61   | 70   | 108  | 101  |

| 2008 | 2009 | 2010 | 2011 | 2012 | 2013 | 2015 | 2018 | 2019 | 2020 |
| ---- | ---- | ---- | ---- | ---- | ---- | ---- | ---- | ---- | ---- |
| 116  | 216  | 129  | 108  | 359  | 400  | 422  | 316  | 369  | 374  |

Depuis la création des bachelors, l'école accueille, en moyenne, 400 étudiants chaque année. Parmi eux, 12 % sont originaires du département de la Dordogne et 12 % sont de nationalité étrangère. La plupart des étudiants se logent en colocation à moins de 7 km du campus. Le logement chez l'habitant est une pratique mineure. L'école met également à disposition 40 chambres individuelles gérées par Mésolia.

## Reconnaissance de l'école
Lors d'une visite à l'école le 7 juillet 1989, Paul Bocuse parle d'un « cadre exceptionnel » où l'on enseigne le « management de pointe ». D'après le magazine spécialisé L'Hôtellerie Restauration, l'établissement est devenu « incontournable » et conduit « de nombreux élèves aux meilleures places du management des entreprises de l'hôtellerie et de la restauration ». Le magazine Capital mentionne le MBA de l'École de Savignac dans la liste des « diplômes peu connus [par les Français], mais de top niveau » dans sa spécialité,. En 2003, la revue American Journal of Sociology reconnaît l'école comme faisant partie des meilleurs établissements professionnels du secteur.
| Année | Cérémonie                           | Catégorie                                                             | Nommé pour                                  | Résultat   | Réf.    |
| ----- | ----------------------------------- | --------------------------------------------------------------------- | ------------------------------------------- | ---------- | ------- |
| 2009  | Trophées de la Communication        | Meilleur site internet d'enseignement et de formation professionnelle | École de Savignac                           | Finaliste  | [ 97 ]  |
| 2009  | Worldwide Hospitality Awards        | Meilleure initiative pédagogique                                      | European Bachelor in Hospitality Management | Finaliste  | [ 98 ]  |
| 2011  | Worldwide Hospitality Awards        | Meilleure opération de communication dans une école hôtelière         | Savignac News                               | Lauréat    | ,       |
| 2011  | Worldwide Hospitality Awards        | Meilleure réussite professionnelle                                    | Nathalie Grand                              | Nomination | [ 99 ]  |
| 2011  | Hyatt Student Prize                 | Prix spécial du jury                                                  | Meryl Szpak                                 | Lauréat    | ,       |
| 2012  | Hyatt Student Prize                 | Premier prix                                                          | Justine Degos                               | Finaliste  | ,       |
| 2013  | Worldwide Hospitality School Awards | Meilleure innovation pédagogique                                      | European Bachelor in Hospitality Management | Nomination | [ 106 ] |
| 2013  | Worldwide Hospitality School Awards | Meilleure réussite professionnelle                                    | Stéphanie Digeon                            | Nomination | [ 107 ] |
| 2015  | Worldwide Hospitality School Awards | Meilleure école hôtelière                                             | École de Savignac                           | Nomination | [ 108 ] |
| 2016  | Worldwide Hospitality School Awards | Meilleure école hôtelière                                             | École de Savignac                           | Nomination | [ 109 ] |

## Classements
Les diplômes en formation initiale ont figuré dans plusieurs classements en 2020 :
- Le bachelor international en management de l'hôtellerie d'affaire et de luxe est classé 4e du classement Eduniversal dans la catégorie tourisme et hôtellerie[110] et le bachelor international en management de l'événementiel et restauration est classé 3e du classement Eduniversal[111] ;
- Le MBA en management hôtelier est classé 5e au niveau national dans la catégorie tourisme et hôtellerie[112] et 35e au niveau mondial[113] ;
- Le bachelor international en management de l'hôtellerie-restauration fait son entrée à la 42e du classement des programmes Bachelors des écoles de commerce / management par Le Parisien Étudiant, qui ne se limite plus aux filières généralistes mais s'ouvre dorénavant aux bachelors spécialisés[114].

## Logos
